# Urbanisme feminista

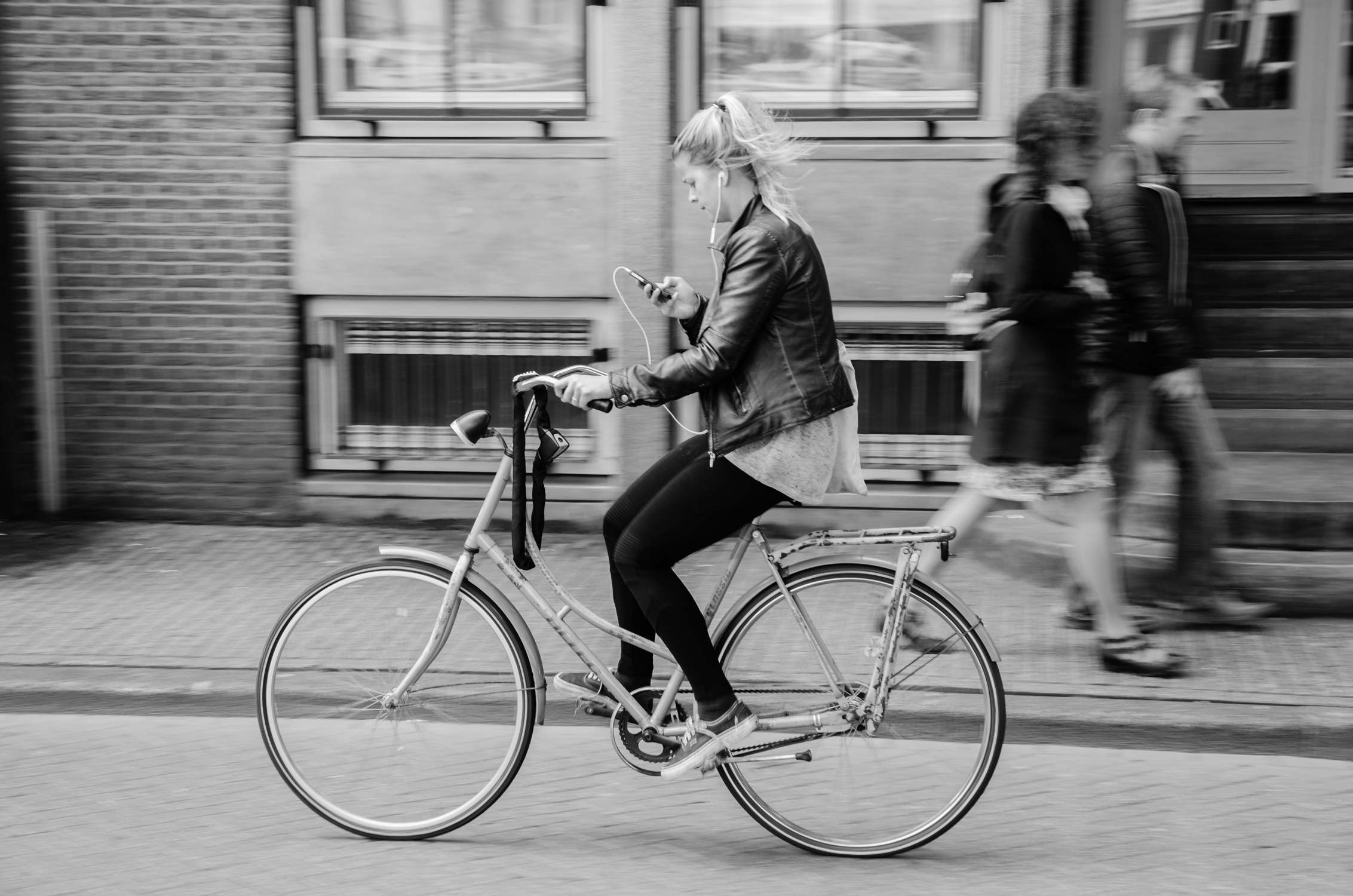
Una dona en un carrer d'Àmsterdam.

L'urbanisme feminista és una teoria i un moviment social sobre l'impacte de l'entorn construït -l'urbanisme- en les dones. Les persones promotores de l'urbanisme feminista avancen una perspectiva crítica amb les estructures partriacals tant polítiques com socials que creuen han tingut un impacte negatiu en les vides de les dones i han limitat la presència femenina en la planificació urbana. Alguns teòrics de l'urbanisme feminista veuen en l'entorn urbà construït fonamentalment inhòspit per a les dones. En conseqüència, el moviment de l'urbanisme feminista dona suport a estratègies per a l'empoderament de les dones en la planificació i el desenvolupament dels ambients urbans futurs segons les necessitats específiques de les dones.

## Teoria
Com es reflecteix en la diversitat del camp de l'urbanisme, les teories de l'urbanisme feminista estudia de forma diversa l'impacte de l'exclusió de la dona en el camp de l'urbanisme, en els processos cívics de presa de decisions i en el disseny d'espais urbans. Els teòrics han investigat i identificat l'exclusió històrica de les dones en els camps de l'arquitectura, la planificació urbana, i l'enginyeria civil. De forma relacionada, els historiadors han identificat la manca de poder i d'inclusió participativa de la dona en les societats occidentals tradicionals com la principal causa d'aquests condicions inhòspites.
Els teòrics han estudiat durant molt de temps les interseccions en el comportament de les persones i l'ambient urbà i molts teòrics notables com Michel Foucault i Henri Lefebvre han argumentat que l'arquitectura tant reflecteix com reforça els patrons de comportament i les normes socials. Lefebvre ha arribat a argumentar que "tot és ontològic" i que els espais físics i el seu disseny tenen un paper important en la construcció de la identitat i en la idea de la individualitat.
La teoria de l'urbanisme feminista se centra en els ideals del feminisme, un camp divers amb punts de vista múltiples. Experts en urbanisme feminista han suggerit que altres moviments relacionats en la millora de les condicions després de la segregació racial i en una planificació radical més liberal no tenen en compte necessàriament totes les necessitats de les dones. Per contra, alguns dels erudits feministes han criticat els teòrics de l'urbanisme feminista en reforçar els estereotips de gènere respecte l'entorn urbà particularment quan es planeja la reconstrucció d'espais urbans.

## Teòriques
- Delores Hayden era una acadèmica i historiadora urbana que va examinar com l'espai urbà té relació amb el gènere, i ha postulat que conceptes com domèstic i domesticitat han de ser considerats quan s'estudia l'arquitectura i l'urbanisme.[10]
- Jeanne van Heeswijk, va desenvolupar la teoria segons la qual els artistes poden influir en l'entorn construït, així com en la justícia social en l'habitatge.[11]
- Elizabeth Wilson va suggerir la necessitat en el marc de les polítiques socials que aprecia els aspectes femenins de les ciutats i el paper positiu que les dones juguen en l'experiència urbana.[12]